# Maritxu (prénom)
Maritxu est un prénom féminin basque qui signifie petite Marie (prononcer Maritchou).
C'est aussi un terme péjoratif pour dire d'une personne, un homme en général, qu'elle est efféminée.
Diminutif de Maria.